# Funiculaire du Vésuve
Le Funiculaire du Vésuve (italien : Funicolare vesuviana est un funiculaire touristique du Vésuve qui a fonctionné de 1880 à 1944.

## Histoire
Le funiculaire du Vésuve un funiculaire touristique situé au Mont Vésuve. Il est inauguré en 1880, puis fonctionna jusqu'en 1944, année où il est fermé puis laissé à l'abandon.
Il est détruit et mis à la casse en 1951.

## Le funiculaire dans la culture
La chanson Funiculì funiculà, musique de Luigi Denza sur des paroles en napolitain du journaliste Giuseppe Turco, a été composée en 1880 pour commémorer l'inauguration du funiculaire.